# Citharichthys dinoceros
Citharichthys dinoceros är en fiskart som beskrevs av Goode och Bean, 1886. Citharichthys dinoceros ingår i släktet Citharichthys och familjen Paralichthyidae. Inga underarter finns listade i Catalogue of Life.